# 16065 Borel
16065 Borel este un asteroid din centura principală de asteroizi.

## Descriere
16065 Borel este un asteroid din centura principală de asteroizi. A fost descoperit pe 11 septembrie 1999 la Prescott (Arizona) de Paul G. Comba. El prezintă o orbită caracterizată de o semiaxă mare de 2,66 ua, o excentricitate de 0,04 și o înclinație de 3,4° în raport cu ecliptica.